# Braniccy herbu Gryf

herb Gryf

Braniccy herbu Gryf (gałąź rodu zwanego czasem Gryfitami) – polski ród magnacki.

## Historia
Rodzina Branickich, gałąź możnowładczego rodu Gryfitów-Świebodziców, wywodzi się z Branic, dawniej wsi pod Krakowem, obecnie w jego granicach. Przez kilka stuleci Braniccy piastowali wysokie urzędy państwowe. Ostatnim i najbardziej znanym członkiem rodziny był hetman wielki koronny Jan Klemens Branicki, właściciel pałacu Branickich w Białymstoku, jeden z najbardziej wpływowych ludzi w XVIII-wiecznej Polsce.

## Wybrani członkowie rodziny
- Grzegorz Branicki (1534–1595) – łowczy a następnie burgrabia krakowski
- Anna Branicka (?-1639) – żona Sebastiana Lubomirskiego
- Jan Klemens Branicki (? - 1657) – podkomorzy krakowski
- Jan Klemens Branicki (ok. 1624 – 1673) – marszałek nadworny koronny
- Stefan Mikołaj Branicki (? - 1709) – stolnik wielki koronny, wojewoda podlaski
- Jan Klemens Branicki (1689–1771) – hetman wielki koronny
- Krystyna Branicka (?-1767) – żona Józefa Franciszka Sapiehy

## Pałace

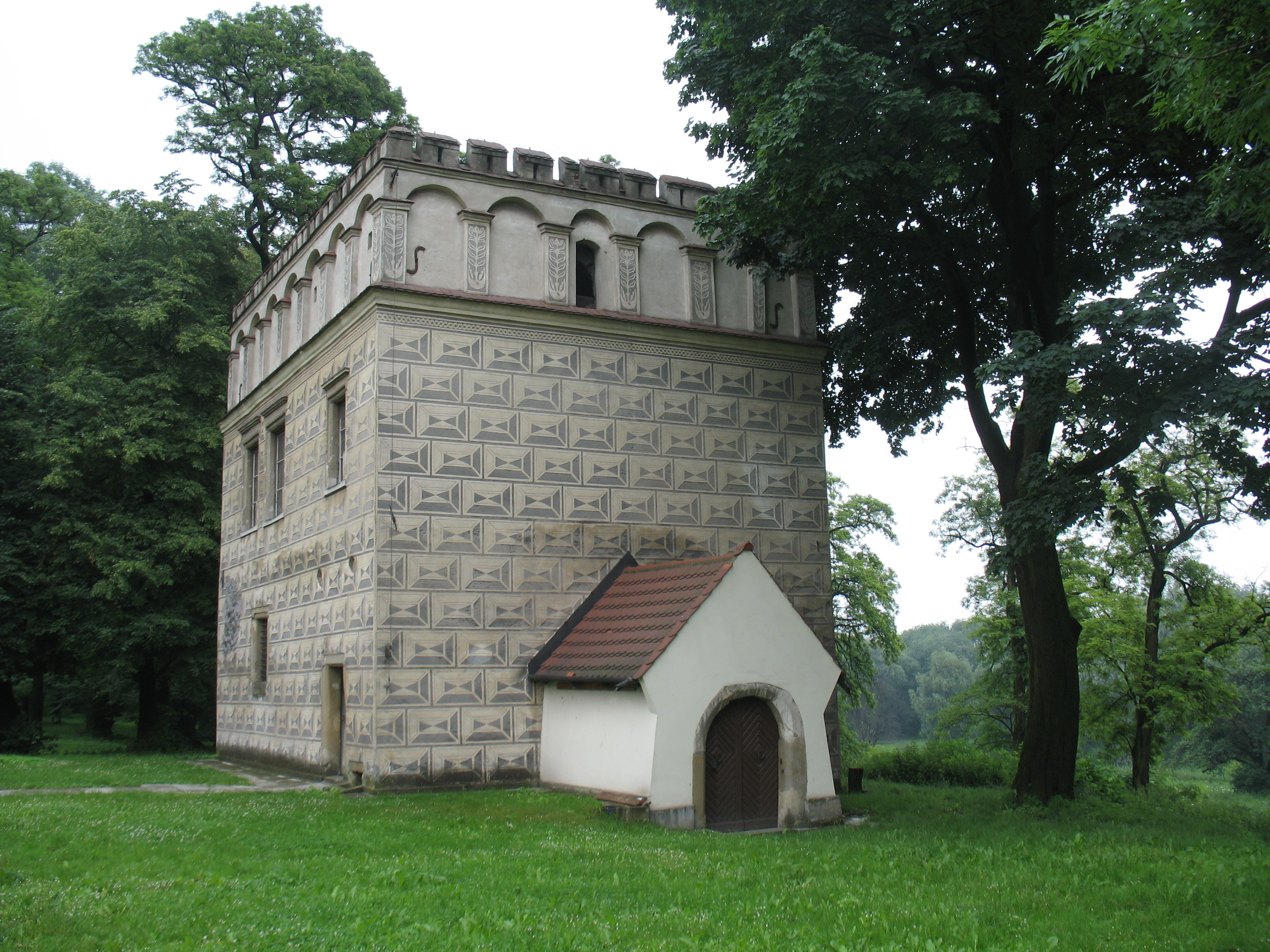
Lamus w Branicach
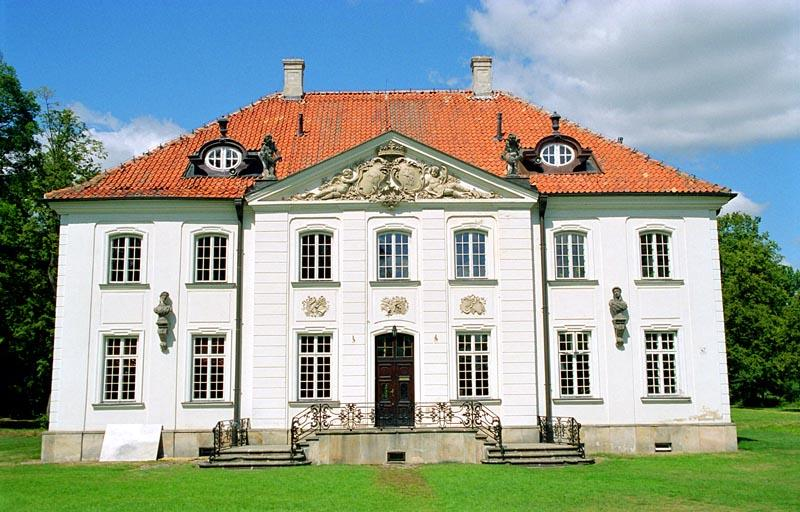
Pałac w Choroszczy
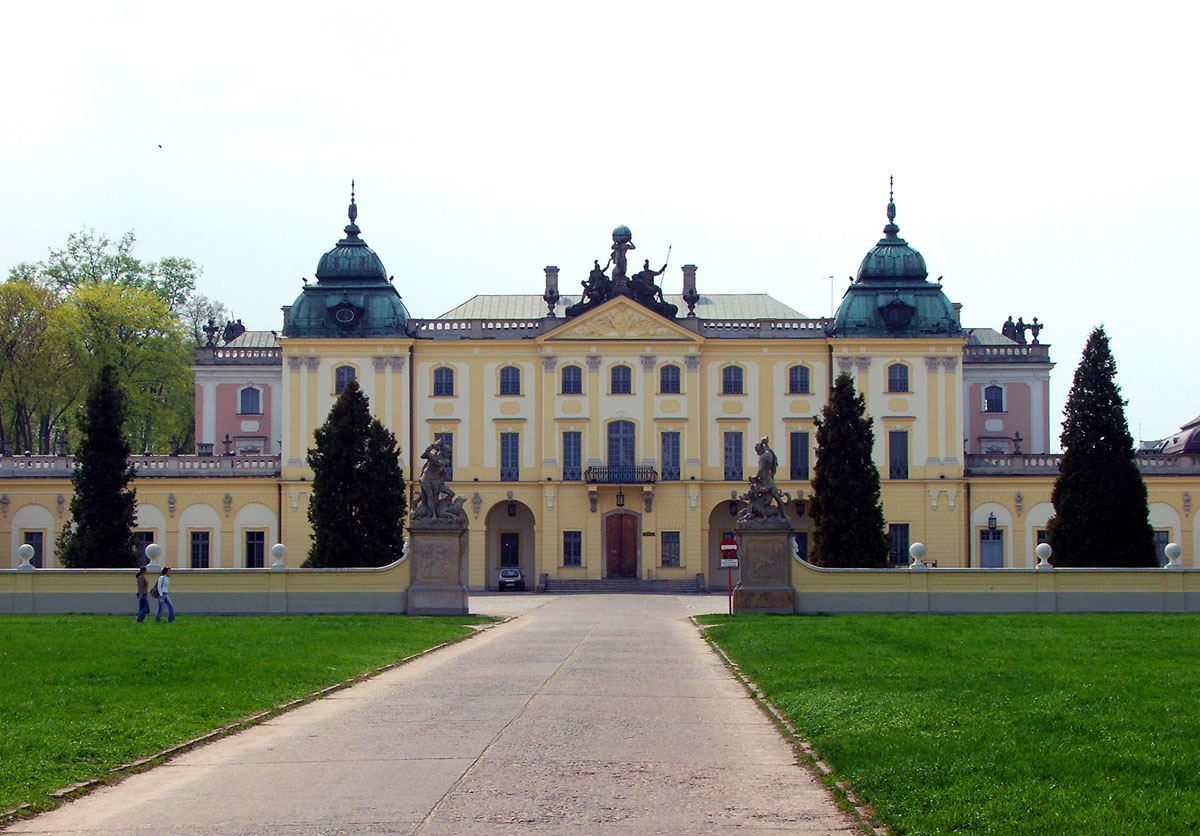
Pałac w Białymstoku
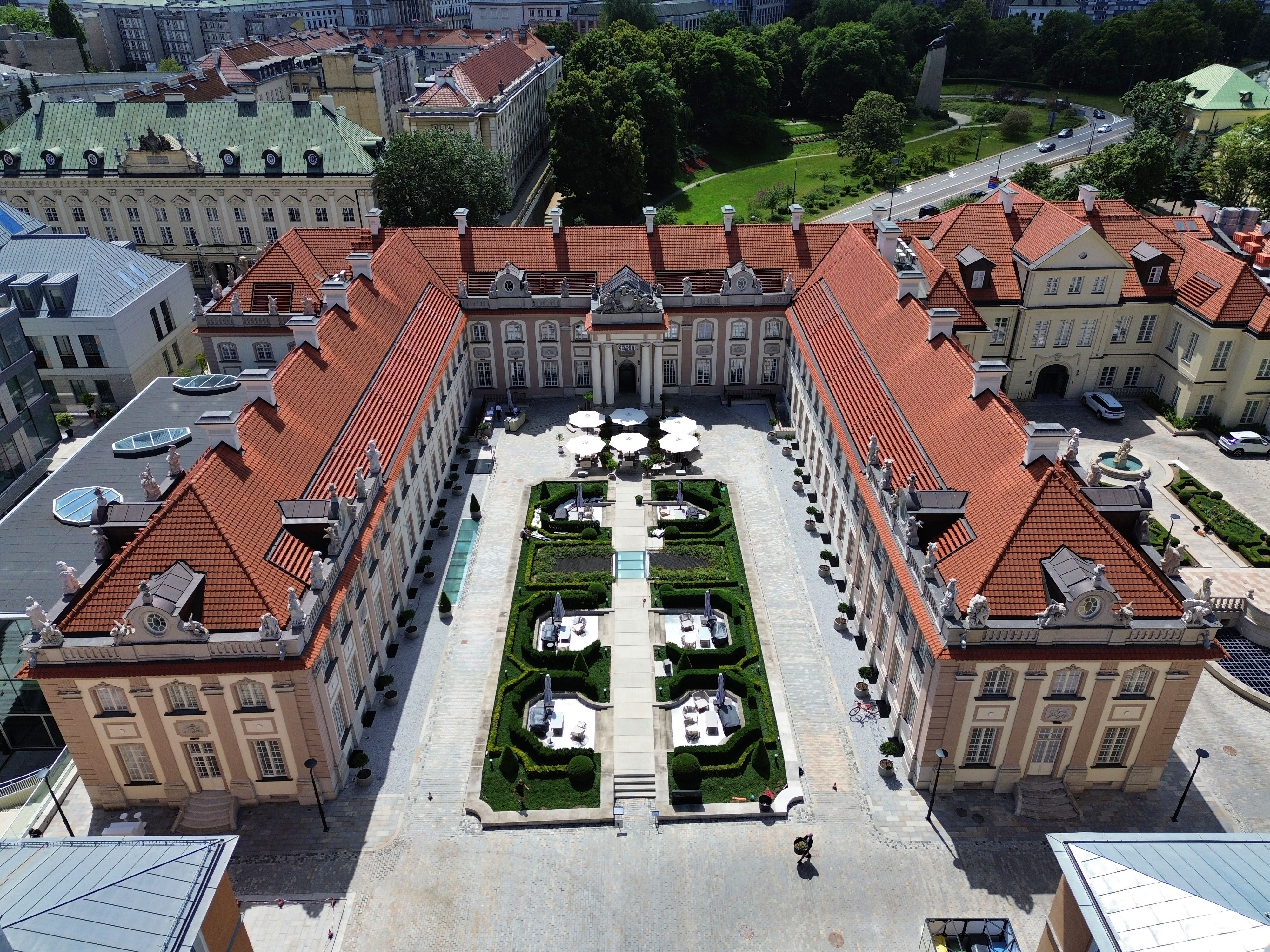
Pałac przy ulicy Miodowej w Warszawie